# جائزة ريو دي جانيرو الكبرى للدراجات النارية 2003
جائزة ريو دي جانيرو الكبرى للدراجات النارية 2003 هو سباق دراجات نارية أقيم بتاريخ 20 سبتمبر 2003 في حلبة نيلسون بيكيه الدولية. كان الجولة الثانية عشر من أصل 16 في سباق الجائزة الكبرى للدراجات النارية موسم 2003. فاز فالنتينو روسي بفئة الموتو جي بي بينما جاء سيت جيبيرنو في المركز الثاني وحصل على المركز الثالث ماكوتو تامادا.

## وصلات خارجية
- الموقع الرسمي